# Мещк
Мещк (пол. Mieszczk) — село в Польщі, у гміні Серпць Серпецького повіту Мазовецького воєводства.
Населення — 107 осіб (2011).
У 1975-1998 роках село належало до Плоцького воєводства.

## Демографія
Демографічна структура станом на 31 березня 2011 року:
|          | Загалом | Допрацездатний вік | Працездатний вік | Постпрацездатний вік |
| -------- | ------- | ------------------ | ---------------- | -------------------- |
| Чоловіки | 57      | 13                 | 38               | 6                    |
| Жінки    | 50      | 10                 | 30               | 10                   |
| Разом    | 107     | 23                 | 68               | 16                   |